# Joaquín Fanjul Goñi
Joaquín Fanjul Goñi (Vitòria, Àlaba 30 de maig de 1880- Madrid 17 d'agost de 1936) va ser un militar d'infanteria i advocat espanyol. Veterà de les campanyes de Cuba i Marroc, va arribar a ser diputat a Corts en diverses ocasions. Durant la dictadura de Primo de Rivera va aconseguir el rang de general. Membre destacat de la Unió Militar Espanyola (UME), va estar implicat en diverses conspiracions militars contra la Segona República. Al començament de la Guerra civil va ser un dels líders de la revolta militar a Madrid. Capturat per les forces republicanes, va ser jutjat, condemnat a mort i afusellat.

## Biografia
Nascut a Vitòria el 30 de maig de 1880, en el si d'una família de tradició militar i monàrquica. Va ingressar a l'Acadèmia d'Infanteria de Toledo el 30 de juny de 1896, i es va llicenciar un any després amb la graduació de segon tinent.
Va arribar a combatre en la guerra de Cuba. Posteriorment va cursar estudis en l'Escola Superior de Guerra. Llicenciat en dret, també va arribar a exercir com a advocat. Va ser diputat a les Corts de la Restauració pel districte electoral de Conca, i va ser elegit en les eleccions de 1919, 1920 i 1923. Va prendre part en les campanyes del Marroc, on va tenir una actuació destacada. Va ascendir a general de brigada en 1926, durant la dictadura de Primo de Rivera.
Va ser elegit diputat a les Corts republicanes en les eleccions de 1931, 1933 i 1936 per la circumscripció de Conca, participant en les llistes del Partit Agrari.
El 4 de maig de 1935 va ser nomenat comandant de la VI Divisió Orgànica (Burgos), en substitució del General de divisió José Fernández de Vila-Abrille y Calivara que havia passat a dirigir la II Divisió Orgànica (Sevilla). Una setmana més tard, l'11 de maig, també va ser nomenat sotssecretari del ministre de la Guerra, José María Gil-Robles y Quiñones. Durant aquesta etapa es va nomenar per a llocs de responsabilitat a molts militars dretans i antirrepublicans, al mateix temps que es destituïa i cessava a altres militars de coneguda militància republicana. A la fi d'any va cessar al comandament de la VI Divisió i com a sotssecretari de la Guerra.
Va ser posteriorment nomenat com a general en cap de la Comandància General de Canàries, va concorre a les Eleccions generals espanyoles de 1936 per la província de Conca i va obtenir acta de diputat amb 53.277 vots. Va ser destituït l'1 d'abril per anul·lació de les eleccions segons el dictamen de la Comissió d'actes. Després del triomf al febrer de 1936 del Front Popular, va ser destituït i es va quedar sense comandament de tropa, destinat forçós a Madrid.
Membre destacat de la semiclandestina Unió Militar Espanyola (UME), Fanjul va ser un dels conspiradors contra la República, entrant ràpidament en contacte amb el general Emilio Mola, que havia estat triat com a director de la revolta. Va formar part de la conspiració militar que va donar lloc a la Guerra civil espanyola.
Per revoltar a la guarnició de Madrid, pel que sembla, hauria estat designat el general Rafael Villegas. No obstant això, en l'últim minut no era clar qui era el cap de la rebel·lió; Ja iniciada la revolta militar en altres punts d'Espanya, la tarda del 19 de juliol de 1936 Fanjul es va presentar a la caserna de la Montaña vestit de paisà i acompanyat del seu fill. Una vegada establert, va llegir un bàndol militar i va proclamar l'estat de guerra i va revoltar l'aquarterament. Va comptar amb la col·laboració del coronel Moisés Serra, cap del regiment allà aquarterat. Esperant al fet que arribessin reforços per controlar la ciutat, va donar començament l'assalt a la caserna de la Montaña per les forces de seguretat i les Milícies republicanes, assalt durant el qual Fanjul va ser ferit. Finalment es va produir la rendició de la caserna i va ser fet presoner, i Fanjul fou un dels pocs alts oficials revoltats que va sobreviure a l'entrada dels milicians republicans.
Una vegada detingut va ser portat a la Direcció General de Seguretat i posteriorment va passar a presó. Unes setmanes després, el 15 d'agost, va ser jutjat per rebel·lió militar al costat del coronel Tomás Fernández de la Quintana i condemnat a mort. Va ser afusellat dos dies més tard, el dia 17. Tenia llavors 56 anys. Unes hores abans de ser executat s'havia casat amb una vídua que havia participat com a correu en la preparació de la revolta militar.
El seu fill, el tinent José Ignacio Fanjul Sedeño, va ser assassinat uns dies després de l'execució del seu pare, durant els fets de la Presó Model.

## Obres
- (1907). Misión social del Ejército. Madrid: Eduardo Arias.[25]

## Homenatges

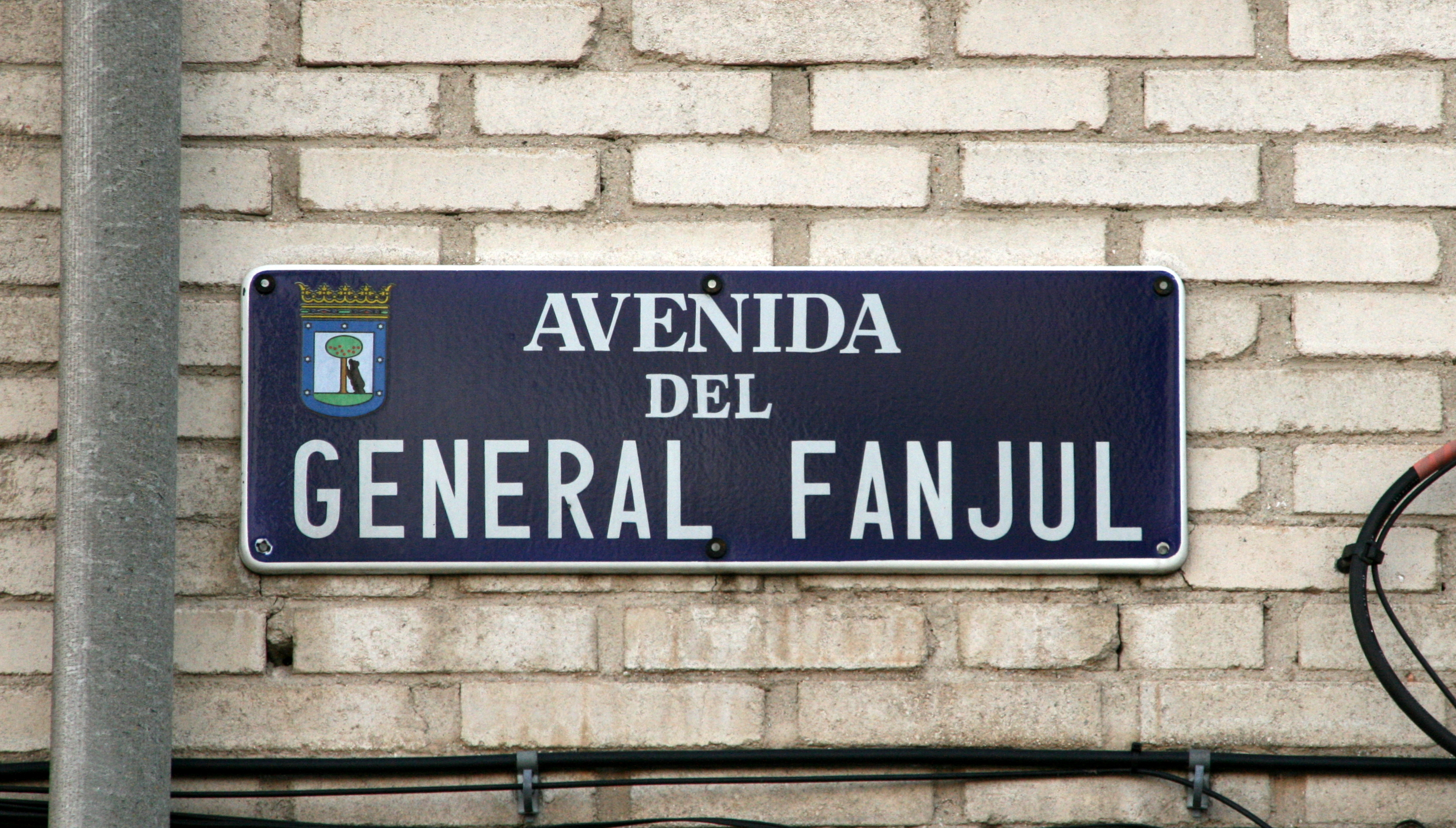
Placa a l'avinguda del General Fanjul, actualment Avinguda de Las Águilas.

Durant els anys de la dictadura franquista se li van dedicar diversos carrers:
- A Madrid: l'avinguda del General Fanjul, fins al 2017, que es va canviar a avinguda de Las Águilas.[26]
- A Santa Cruz de Tenerife se li va donar el seu nom al carrer abans anomenat General Riego, fins a desembre de 2008, que va passar a denominar-se carrer de l'Olvido.[27]

## Condecoracions
- Creu del Mèrit militar (1907)[28]
- Gran Creu de l'Orde Militar de Sant Hermenegild (1935)[29]